# Xanthodelphax straminea
Xanthodelphax straminea är en insektsart som först beskrevs av Stsl 1858.  Xanthodelphax straminea ingår i släktet Xanthodelphax och familjen sporrstritar. Inga underarter finns listade i Catalogue of Life.